# STS-41G
STS-41G — космический полёт МТКК «Челленджер» по программе «Спейс Шаттл». 13-й полет программы и 6-й полет Челенджера. Запуск состоялся 5 октября 1984, приземление в космическом центре Кеннеди — 13 октября. Первый полет с семью членами экипажа и первый с двумя женщинами в экипаже.
Это был третий полёт, в котором использовалась камера IMAX. Отснятые кадры вошли в фильм The Dream is Alive.

## Экипаж
- Роберт Лорел Криппен (4, последний)[1] — командир;
- Джон Эндрю Макбрайд (единственный) — пилот;
- Кэтрин Дуайер Салливэн (1) — специалист по программе полёта 1;
- Салли Кристен Райд (2, последний) — специалист по программе полёта 2;
- Дэвид Корнелл Листма (1) — специалист по программе полёта 3;
- Марк Гарно (1) — специалист по полезной нагрузке 1;
- Пол Десмонд Скалли-Пауэр (единственный) — специалист по полезной нагрузке 2;
  -  Роберт Брент Тёрск — резервный специалист по полезной нагрузке (не летал).

Первый в мире экипаж из семи человек и впервые две женщины на одном борту. Салливэн — первая американка, вышедшая в открытый космос. Марк Гарно стал первым канадцем полетевшим в космос

## Параметры полёта
- Вес:
  - Вес при старте: 110 127 кг
  - Вес при приземлении: 91 744 кг
  - Полезная нагрузка: 10 643 кг
- Перигей: 350 км
- Апогей: 390 км
- Наклонение: 51,7°
- Период обращения: 92,0 мин

### Выход в открытый космос
- Leestma и Sullivan  — Выход 1
- Начало: 11 октября, 1984
- Конец: 11 октября 1984
- Продолжительность: 3 часа, 29 минут

## Описание полёта

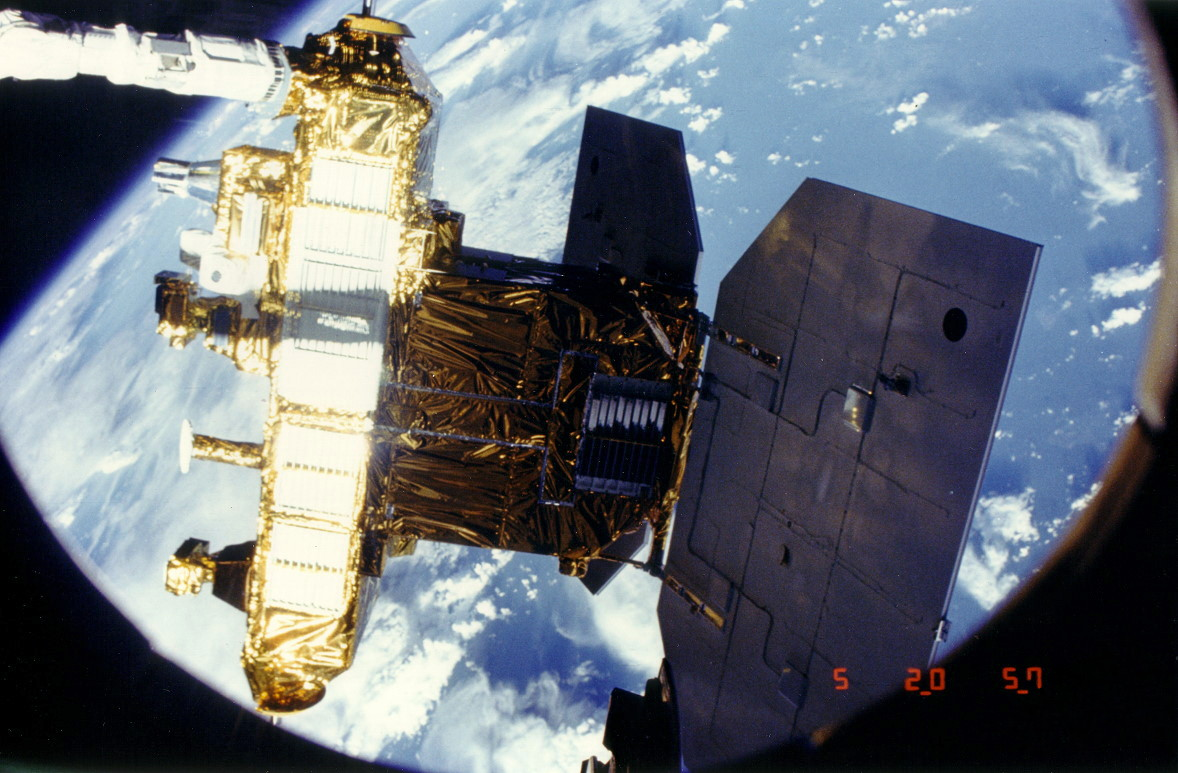
ERBS во время развертывания
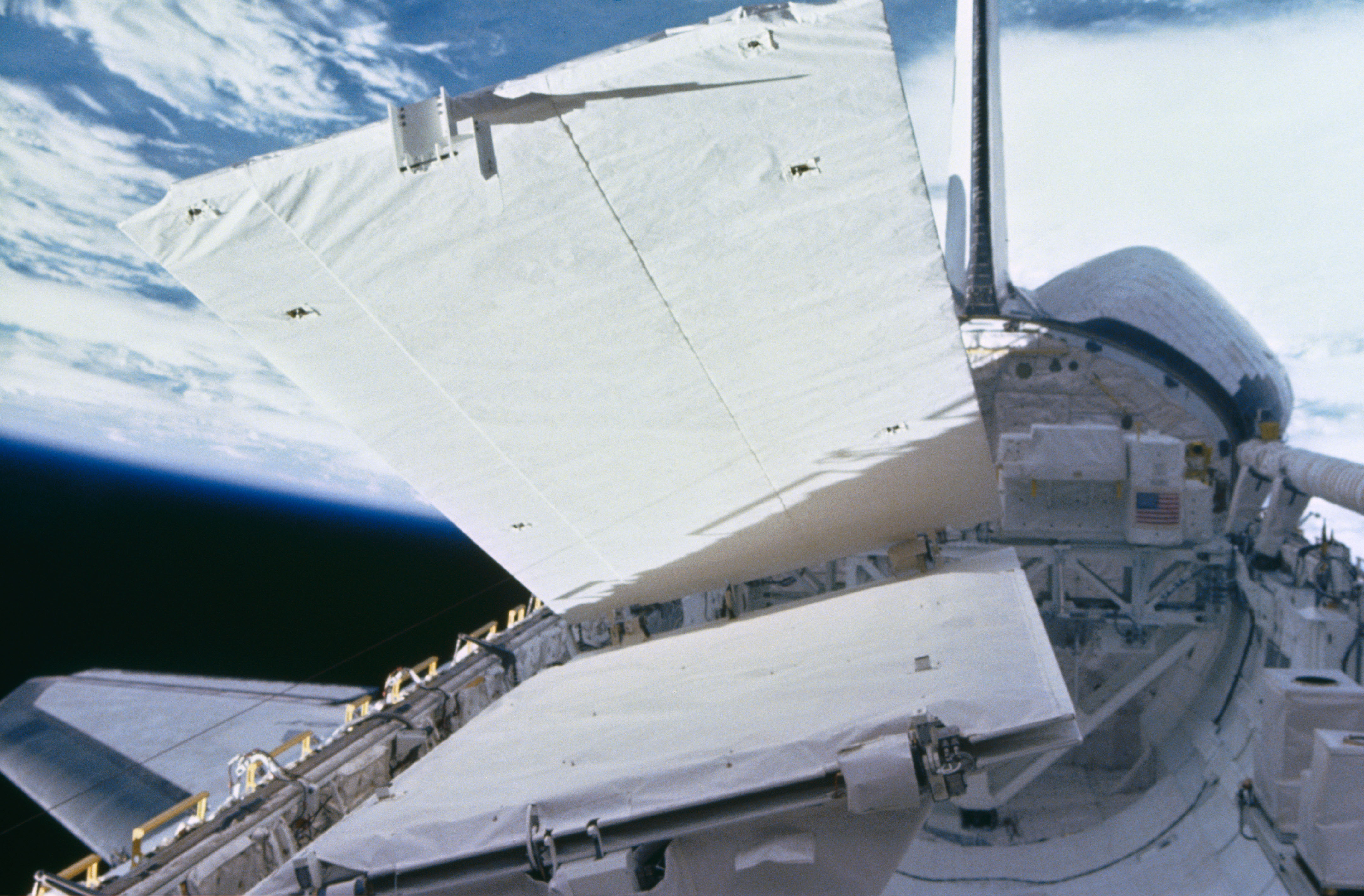
SIR-B развертывание антенны.
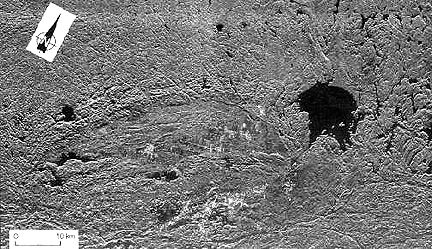
Пример изображения, сделанных с использованием SIR-B над Канадой.
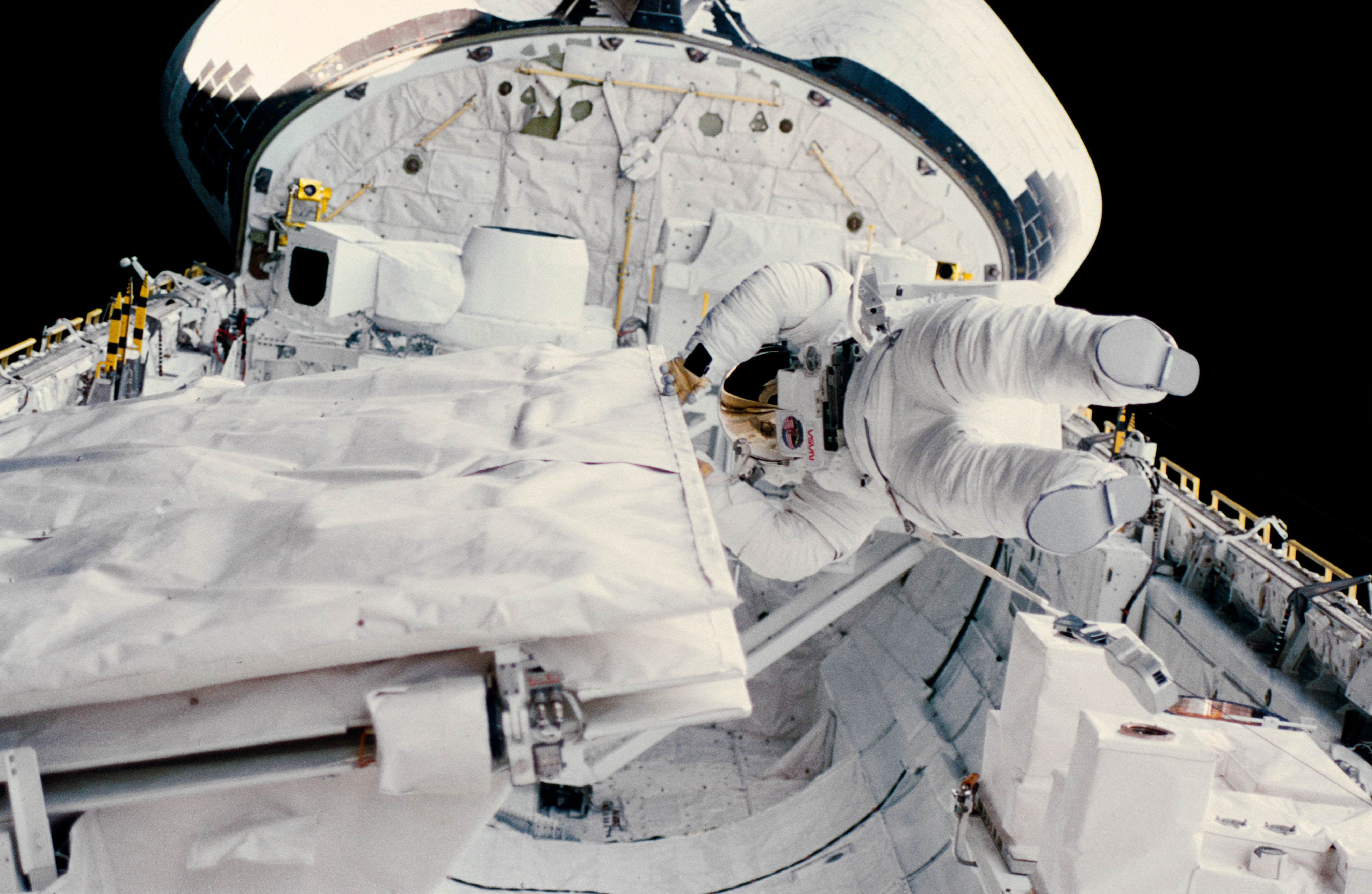
Салливан во время EVA.